# Tom Thacker (basket-ball)
Pour les articles homonymes, voir Tom Thacker et Thacker.
Thomas Porter « Tom » Thacker, né le 2 novembre 1939 à Covington, dans le Kentucky, est un ancien joueur et entraîneur américain de basket-ball. Il évolue durant sa carrière au poste d'arrière.

## Palmarès
- Champion NCAA en 1961 et 1962 avec les Bearcats de Cincinnati
- NCAA College Basketball AP All-America Second Team en 1963[1]
- Champion NBA en 1968 avec les Celtics de Boston
- Champion ABA 1970 avec les Pacers de l'Indiana